# Lajos Dávid
Lajos Dávid – vollständiger Name Lajos Leopold Dávid – (* 1913 in Budapest; † 1944) war ein ungarischer Tischtennisspieler. In den 1930er-Jahren gewann er acht Medaillen bei Weltmeisterschaften.

## Werdegang
Von 1929 bis 1934 nahm Lajos Dávid sechsmal für Ungarn an Weltmeisterschaften teil. Dabei gewann er viermal den Titel mit der ungarischen Mannschaft, nämlich (1930, 1931, 1933 und 1934). 1932 wurde das Team „nur“ Zweiter. 1931 erreichte er im Einzel das Halbfinale, 1931 und 1933 gewann er im Doppel mit István Kelen Silber.
1930 trat er bei den Internationalen Deutschen Meisterschaften in Hannover an. Hier siegte er im Doppel mit István Kelen. 1933 wurde er nationaler ungarischer Meister im Einzel.
In der ITTF-Weltrangliste wurde Dávid 1932 auf Platz sechs geführt.

## Turnierergebnisse
| Verband | Veranstaltung     | Jahr | Ort      | Land | Einzel        | Doppel        | Mixed        | Team |
| ------- | ----------------- | ---- | -------- | ---- | ------------- | ------------- | ------------ | ---- |
| HUN     | Weltmeisterschaft | 1934 | Paris    | FRA  | Viertelfinale | Viertelfinale | letzte 32    | 1    |
| HUN     | Weltmeisterschaft | 1933 | Baden    | AUT  | letzte 16     | Silber        | keine Teiln. | 1    |
| HUN     | Weltmeisterschaft | 1932 | Prag     | TCH  | letzte 16     | Viertelfinale | keine Teiln. | 2    |
| HUN     | Weltmeisterschaft | 1931 | Budapest | HUN  | Viertelfinale | Silber        | keine Teiln. | 1    |
| HUN     | Weltmeisterschaft | 1930 | Berlin   | FRG  | Halbfinale    | Viertelfinale | keine Teiln. | 1    |
| HUN     | Weltmeisterschaft | 1929 | Budapest | HUN  | letzte 64     | Viertelfinale | keine Teiln. |      |